# دائرة المرصد رقم واحد
دائرة المرصد رقم واحد (يشار لها غالبًا باسم المرصد البحري) هي المقر الرسمي لنائب رئيس الولايات المتحدة. يقع المنزل في الأراضي الشمالية الشرقية للمرصد البحري الأمريكي في واشنطن العاصمة، وبُني عام 1893 لمشرف المرصد. أحب رئيس العمليات البحرية (CNO) المنزل كثيرًا لدرجة أنه تولى إدارة المنزل بنفسه في عام 1923. وظل مقر إقامة رئيس العمليات البحرية حتى عام 1974، عندما قرر الكونغرس أنه سيكون من الأسهل والأقل تكلفة توفير الأمن لنائب الرئيس في مسكن توفره الحكومة، ليتحول بذلك إلى أول مقر إقامة رسمي لنائب الرئيس. وما يزال «المقر الرسمي المؤقت لنائب رئيس الولايات المتحدة» بموجب القانون. غطى تفويض الكونغرس لعام 1974 تكلفة تجديد وتأثيث المنزل.
على الرغم من إتاحة دائرة المرصد رقم واحد لنائب الرئيس في عام 1974، لكن مر أكثر من عامين قبل أن يعيش نائب الرئيس بشكل كامل في المنزل. أصبح نائب الرئيس جيرالد فورد رئيسًا قبل أن يتمكن من استخدام المنزل. استخدم نائبه، نيلسون روكفلر، المنزل في المقام الأول للترفيه الرسمي، فقد كان لديه بالفعل مسكن مؤمن جيدًا في واشنطن العاصمة، على الرغم من تبرع عائلة روكفلر بمفروشات تبلغ قيمتها ملايين الدولارات للمنزل. كان نائب الرئيس والتر مونديل أول نائب للرئيس ينتقل إلى المنزل. منذ ذلك الحين عاش كل نائب رئيس هناك.

## تاريخيًا

### التاريخ المبكر
صُمم المنزل من قبل المهندس المعماري ليون ديسيز وبُني في عام 1893 مقابل 20000 دولار (ما يعادل 678222 دولارًا في عام 2023) بهدف استخدامه من قبل المشرف على المرصد البحري الذي كان المقيم الأصلي. بُني على مساحة 13 فدانًا (5.3 هكتارًا) من الأرض التي كانت في الأصل جزءًا من مزرعة مساحتها 73 فدانًا (30 هكتارًا) تسمى نورثفيو، والتي اشترتها البحرية في عام 1880. كانت نورثفيو ملكًا للأرملة مارغريت باربر، التي كانت في وقت إلغاء العبودية في المنطقة عام 1862 واحدة من أكبر مالكي العبيد.
يقع المرصد البحري على بعد 2.5 ميل (4 كم) من البيت الأبيض وإلى الجنوب مباشرة توجد السفارة البريطانية. نقل المرصد من حي فوجي بوتوم إلى موقعه الحالي في نفس العام الذي أصبح فيه المنزل جاهزًا وعاش 12 مشرفًا على المرصد فيما كان يُعرف آنذاك باسم منزل المشرف. في عام 1928، مع إقرار القانون العام رقم 630، خصصه الكونغرس لرئيس العمليات البحرية، وفي يونيو 1929، أصبح تشارلز هيوز أول مقيم فيما أصبح يعرف باسم منزل الأدميرال. على مدى السنوات الـ 45 التالية، كانت بمثابة موطن لأدميرالات مثل ريتشارد لي، وتشيستر نيميتز، وإلمو زوموالت.

### إقامات نائب الرئيس السابقة والتشريعات
في السابق، كان نواب الرؤساء يعيشون في الفنادق أو في منازلهم الخاصة. في عام 1923، لتكريم زوجها الراحل، عرضت أرملة السيناتور جون ب. هندرسون توفير منزلهم المبني حديثًا كمقر إقامة رسمي. كتب الرئيس كالفين كوليدج، الذي عاش في أحد الفنادق عندما شغل منصب نائب الرئيس من عام 1921 إلى عام 1923، في سيرته الذاتية أنه «يجب توفير مسكن رسمي مع التجهيزات المناسبة لنائب الرئيس»، وأن النائب «يجب أن يكون له سكن ومكان مستقر ودائم، بغض النظر عن القدرة المالية لشاغله المؤقت».
في عام 1966، وافقت لجنة الأشغال العامة بمجلس النواب على بناء مقر نائب الرئيس المكون من ثلاثة طوابق في المرصد البحري. وبعد شهر، علق الرئيس ليندون جونسون أعمال البناء حتى تحسن الاقتصاد، ولكن لم يُستأنف البناء أبدًا.
وكان من المقرر تحديد الموقع الدقيق لاحقًا من قبل مكتب المحاسبة الحكومي والبحرية، وأن يبدأ البناء في المسكن عندما يتوفر التمويل بمجرد انتهاء حرب فيتنام. في غضون ذلك، دفعت الخدمة السرية تكاليف تحسينات باهظة الثمن للمنازل الخاصة لنواب الرئيس هيوبرت همفري، وسبيرو أغنيو، وجيرالد فورد. عاش أغنيو في منزله لمدة ثلاثة أشهر فقط في عام 1973 قبل أن يستقيل. وبعد فترة وجيزة، باعها بربح كبير، ويرجع ذلك جزئيًا إلى التحسينات (أماكن إضافية للخدمة السرية، والأسوار، والممر الجديد)، التي دفعت تكاليفها الحكومة. أدى هذا إلى فضيحة بسيطة. أظهر تحقيق لاحق أنه سيكون من الأرخص إنشاء المقر الجديد لنائب الرئيس على الفور بدلًا من تأمين المنازل الخاصة.